# ناهید پورشبانان
ناهید پورشبانان نجف آبادی معروف به ناهید پورشبانان (زاده ۲۰ دی ۱۳۷۷ در اصفهان)، ووشوکار و از اعضای تیم ملی ووشو زنان ایران در بخش تالو است. پورشبانان از سال ۱۳۸۹ فعالیت حرفه‌ای خود را در رشته ووشو آغاز کرده و توانسته در طول سالیان گذشته در مسابقات قهرمانی آسیا و جهان موفق به کسب مدال طلا شود و در آخرین دوره برگزاری مسابقات جهانی که به دلیل پاندمی کرونا به صورت آنلاین برگزار شد، او توانست ۲ مدال طلا کسب کند.
پورشبانان از اعضای تیم ووشو باشگاه سپاهان اصفهان است و در طول ۶ سال گذشته در لیگ برتر ووشو زنان ایران عضو این تیم بوده است. اجرای او در سال ۲۰۱۸ در کشور ماکائو به عنوان بهترین عکس سال انتخاب شد و از سوی فدراسیون جهانی ورزش‌های دانشجویی، لقب ماتریکس دنیای وارونه به ناهید پورشبانان تعلق گرفت.

## افتخارات
- مدال طلا فرم نندائو مسابقات قهرمانی جوانان جهان (ترکیه ۲۰۱۴)[۱۲][۱۳][۱۴][۱۵][۱۶][۱۷]
- مدال طلا فرم ننگوئن مسابقات قهرمانی جوانان جهان (ترکیه ۲۰۱۴)[۱۸][۱۹][۲۰]
- مدال برنز فرم نانچوان مسابقات قهرمانی جوانان جهان (ترکیه ۲۰۱۴)
- مدال طلا فرم نندائو مسابقات قهرمانی جوانان جهان (کره‌جنوبی ۲۰۱۷)[۲۱][۲۲][۲۳][۲۴][۲۵][۲۶]
- مدال طلا اجرای دو نفره دوئلین مسابقات قهرمانی جوانان جهان (کره‌جنوبی ۲۰۱۷)[۲۷]
- مدال نقره فرم نانچوان مسابقات قهرمانی جوانان جهان (کره‌جنوبی ۲۰۱۷)
- مدال برنز فرم ننگوئن مسابقات قهرمانی جوانان جهان (کره‌جنوبی ۲۰۱۷)
- مدال طلا فرم نانچوان مسابقات قهرمانی جهان ۲۰۲۱
- مدال طلا فرم نندائو مسابقات قهرمانی جهان ۲۰۲۱